# منتخب بابوا غينيا الجديدة تحت 17 سنة لكرة القدم
منتخب بابوا غينيا الجديدة تحت 17 سنة لكرة القدم (بالإنجليزية: Papua New Guinea national under-17 football team)‏ هو ممثل بابوا غينيا الجديدة الرسمي في المنافسات الدولية في كرة القدم في فئة كرة قدم تحت 17 سنة للرجال، يديريه اتحاد بابوا غينيا الجديدة لكرة القدم.